# Bundesliga niemiecka w piłce ręcznej mężczyzn
Bundesliga w piłce ręcznej mężczyzn (oficjalna nazwa: Handball-Bundesliga, oficjalny skrót: HBL) – najwyższa klasa rozgrywek ligowych piłki ręcznej mężczyzn w Niemczech. Pierwsza kolejka odbyła się w 1966. Najwięcej tytułów mistrza Niemiec zdobyło THW Kiel (23). Od 2024 roku z powodów sponsorskich liga nosi nazwę Daikin Handball-Bundesliga.

## Historia
Pierwsze w historii nieoficjalne rozgrywki o mistrzostwo Niemiec (RFN) w piłce ręcznej mężczyzn przeprowadzono w sezonie 1947/1948, a triumfował w nich Berliner SV 92 (premierowe mistrzostwa NRD miały miejsce w sezonie 1949/1950). Pierwsze oficjalne mistrzostwa rozegrano w sezonie 1949/1950, triumfatorem został SV Polizei Hamburg.
Bundesligę utworzono w 1966, a swoje zmagania zainaugurowała ona w sezonie 1966/1967. Do edycji 1976/1977 rywalizacja toczyła się w dwóch równorzędnych grupach: północnej i południowej (pierwotnie 8-drużynowych, a później 10-zespołowych). Od sezonu 1977/1978 występuje tylko jedna grupa. W 1981 utworzono 2 Bundesligę, czyli II ligę niemiecką.
W latach 2007–2012 liga nosiła nazwę Toyota-Handball-Bundesliga. W latach 2012-2024 tytularnym sponsorem rozgrywek był Liqui Moly. Od 2024 roku rolę tę pełni firma Daikin.

## System rozgrywek
W Bundeslidze mecze rozgrywane są w system ligowym „każdy z każdym”, mecz i rewanż. W trakcie całego sezonu drużyny muszą rozegrać 34 mecze. Nie istnieją play-offy ani finał ligi. Za każdy wygrany mecz drużyna otrzymuje 2 pkt, za porażkę 0 pkt, jeśli mecz zakończy się remisem, każda z drużyn otrzymuje 1 pkt. Drużyny, które na zakończenie sezonu zajmą kolejno 5 pierwszych miejsc, grają w europejskich pucharach. Zajęcie jednego z dwóch ostatnich miejsc w tabeli skutkuje spadkiem do 2. Bundesligi.

## Dotychczasowi zwycięzcy
| - 1967 VfL Gummersbach - 1968 SG Leutershausen - 1969 Frisch Auf! Göppingen - 1970 Frisch Auf! Göppingen - 1971 Grün-Weiß Dankersen Minden - 1972 Frisch Auf! Göppingen - 1973 VfL Gummersbach - 1974 VfL Gummersbach - 1975 VfL Gummersbach - 1976 VfL Gummersbach - 1977 Grün-Weiß Dankersen Minden - 1978 TV Großwallstadt - 1979 TV Großwallstadt - 1980 TV Großwallstadt - 1981 TV Großwallstadt |  | - 1982 VfL Gummersbach - 1983 VfL Gummersbach - 1984 TV Großwallstadt - 1985 VfL Gummersbach - 1986 TUSEM Essen - 1987 TUSEM Essen - 1988 VfL Gummersbach - 1989 TUSEM Essen - 1990 TV Großwallstadt - 1991 VfL Gummersbach - 1992 SG Wallau/Massenheim - 1993 SG Wallau/Massenheim - 1994 THW Kiel - 1995 THW Kiel - 1996 THW Kiel - 1997 THW Kiel |  | - 1998 THW Kiel - 1999 THW Kiel - 2000 THW Kiel - 2001 SC Magdeburg - 2002 THW Kiel - 2003 TBV Lemgo - 2004 SG Flensburg-Handewitt - 2005 THW Kiel - 2006 THW Kiel - 2007 THW Kiel - 2008 THW Kiel - 2009 THW Kiel - 2010 THW Kiel - 2011 HSV Hamburg - 2012 THW Kiel - 2013 THW Kiel |  | - 2014 THW Kiel - 2015 THW Kiel - 2016 Rhein-Neckar Löwen - 2017 Rhein-Neckar Löwen - 2018 SG Flensburg-Handewitt - 2019 SG Flensburg-Handewitt - 2020 THW Kiel - 2021 THW Kiel - 2022 SC Magdeburg - 2023 THW Kiel - 2024 SC Magdeburg |

Więcej informacji: Mistrzowie Niemiec w piłce ręcznej mężczyzn

## Bilans triumfatorów
(liczone od 1948 roku do dziś)
- THW Kiel – 23
- VfL Gummersbach – 12
- Frisch Auf Göppingen – 9
- TV Großwallstadt – 6
- SV Polizei Hamburg – 4
- SG Flensburg-Handewitt – 3
- TUSEM Essen – 3
- Rhein-Neckar Löwen – 2
- TBV Lemgo – 2
- SG Wallau-Massenheim – 2
- Grün-Weiß Dankersen Minden – 2
- SC Magdeburg – 3
- SG Leutershausen – 1
- HSV Hamburg - 1

## Królowie strzelców Bundesligi
| Sezon     | Zawodnik                | Klub                   | Liczba goli |
| --------- | ----------------------- | ---------------------- | ----------- |
| 1977/1978 | Đorđe Lavrnić           | TuS Derschlag          | 173         |
| 1978/1979 | Arno Ehret              | TuS Hofweier           | 152         |
| 1979/1980 | Predrag Timko           | THW Kiel               | 178         |
| 1980/1981 | Arno Ehret              | TuS Hofweier           | 173         |
| 1981/1982 | Erhard Wunderlich       | VfL Gummersbach        | 214         |
| 1982/1983 | Erhard Wunderlich       | VfL Gummersbach        | 182         |
| 1983/1984 | Zdravko Miljak          | VfL Günzburg           | 188         |
| 1984/1985 | Sigurður Sveinsson      | TBV Lemgo              | 191         |
| 1985/1986 | Jerzy Klempel           | Frisch Auf! Göppingen  | 233         |
| 1986/1987 | Jerzy Klempel           | Frisch Auf! Göppingen  | 239         |
| 1987/1988 | Jerzy Klempel           | Frisch Auf! Göppingen  | 198         |
| 1988/1989 | Zbigniew Tłuczyński     | VfL Fredenbeck         | 172         |
| 1989/1990 | Andreas Dörhöfer        | VfL Gummersbach        | 178         |
| 1990/1991 | Jochen Fraatz           | TUSEM Essen            | 207         |
| 1991/1992 | Jochen Fraatz           | TUSEM Essen            | 212         |
| 1992/1993 | Andreas Dörhöfer        | VfL Gummersbach        | 212         |
| 1993/1994 | Peter Gerfen            | VfL Bad Schwartau      | 224         |
| 1994/1995 | Marek Kordowiecki       | TV Niederwürzbach      | 212         |
| 1995/1996 | Martin Schwalb          | SG Wallau-Massenheim   | 230         |
| 1996/1997 | Yoon Kyung-shin         | VfL Gummersbach        | 209         |
| 1997/1998 | Yoon Kyung-shin         | VfL Gummersbach        | 207         |
| 1998/1999 | Yoon Kyung-shin         | VfL Gummersbach        | 228         |
| 1999/2000 | Yoon Kyung-shin         | VfL Gummersbach        | 256         |
| 2000/2001 | Yoon Kyung-shin         | VfL Gummersbach        | 324         |
| 2001/2002 | Yoon Kyung-shin         | VfL Gummersbach        | 263         |
| 2002/2003 | Lars Christiansen       | SG Flensburg-Handewitt | 289         |
| 2003/2004 | Yoon Kyung-shin         | VfL Gummersbach        | 261         |
| 2004/2005 | Lars Christiansen       | SG Flensburg-Handewitt | 258         |
| 2005/2006 | Guðjón Valur Sigurðsson | VfL Gummersbach        | 289         |
| 2006/2007 | Yoon Kyung-shin         | HSV Hamburg            | 236         |
| 2007/08   | Konrad Wilczynski       | Füchse Berlin          | 237         |
| 2008/09   | Savas Karipidis         | MT Melsungen           | 282         |
| 2009/10   | Hans Lindberg           | HSV Hamburg            | 255         |
| 2010/11   | Anders Eggert           | SG Flensburg-Handewitt | 248         |
| 2011/12   | Uwe Gensheimer          | Rhein-Neckar Löwen     | 247         |
| 2012/13   | Hans Lindberg           | HSV Hamburg            | 255         |
| 2013/14   | Marko Vujin             | THW Kiel               | 238         |
| 2014/15   | Robert Weber            | SC Magdeburg           | 271         |
| 2015/16   | Petar Nenadić           | Füchse Berlin          | 229         |
| 2016/17   | Philipp Weber           | HSG Wetzlar            | 224         |
| 2017/18   | Casper Ulrich Mortensen | TSV Hannover-Burgdorf  | 230         |
| 2018/19   | Matthias Musche         | SC Magdeburg           | 256         |
| 2019/20   | Bjarki Már Elísson      | TBV Lemgo              | 216         |
| 2020/21   | Ómar Ingi Magnússon     | SC Magdeburg           | 274         |
| 2021/22   | Hans Lindberg           | Füchse Berlin          | 242         |

## Nagrody indywidualne
Nagrody dla najlepszego zawodnika - MVP (Spieler der Saison), trenera (Trainer der Saison) oraz pary sędziowskiej sezonu (Schiedsrichter der Saison) są przyznawane od 2002 r. przez komisję złożoną z trenerów i członków zarządu wszystkich klubów 1 (nagroda dla najlepszego zawodnika została przyznana po raz pierwszy w 2001). Bundesligi na zakończenie każdego z sezonów.

### MVP sezonu
| Sezon   | Zawodnik                | Klub                   |
| ------- | ----------------------- | ---------------------- |
| 2000/01 | Ólafur Stefánsson       | SC Magdeburg           |
| 2001/02 | Ólafur Stefánsson       | SC Magdeburg           |
| 2002/03 | Christian Schwarzer     | TBV Lemgo              |
| 2003/04 | Lars Krogh Jeppesen     | SG Flensburg-Handewitt |
| 2004/05 | Henning Fritz           | THW Kiel               |
| 2005/06 | Guðjón Valur Sigurðsson | VfL Gummersbach        |
| 2006/07 | Nikola Karabatić        | THW Kiel               |
| 2007/08 | Nikola Karabatić        | THW Kiel               |
| 2008/09 | Thierry Omeyer          | THW Kiel               |
| 2009/10 | Filip Jícha             | THW Kiel               |
| 2010/11 | Uwe Gensheimer          | Rhein-Neckar Löwen     |
| 2011/12 | Kim Andersson           | THW Kiel               |
| 2012/13 | Domagoj Duvnjak         | HSV Hamburg            |
| 2013/14 | Andy Schmid             | Rhein-Neckar Löwen     |
| 2014/15 | Andy Schmid             | Rhein-Neckar Löwen     |
| 2015/16 | Andy Schmid             | Rhein-Neckar Löwen     |
| 2016/17 | Andy Schmid             | Rhein-Neckar Löwen     |
| 2017/18 | Andy Schmid             | Rhein-Neckar Löwen     |
| 2018/19 | Rasmus Lauge            | SG Flensburg-Handewitt |
| 2019/20 | Domagoj Duvnjak         | THW Kiel               |

### Najlepszy trener sezonu
| Sezon   | Trener                | Klub                   |
| ------- | --------------------- | ---------------------- |
| 2001/02 | Alfreð Gíslason       | SC Magdeburg           |
| 2002/03 | Voker Mudrow          | TBV Lemgo              |
| 2003/04 | Kent-Harry Andersson  | SG Flensburg-Handewitt |
| 2004/05 | Velimir Petković      | Frisch Auf Göppingen   |
| 2005/06 | Zvonimir Serdarušić   | THW Kiel               |
| 2006/07 | Zvonimir Serdarušić   | THW Kiel               |
| 2007/08 | Zvonimir Serdarušić   | THW Kiel               |
| 2008/09 | Alfreð Gíslason       | THW Kiel               |
| 2009/10 | Sead Hasanefendić     | VfL Gummersbach        |
| 2010/11 | Dagur Sigurðsson      | Füchse Berlin          |
| 2011/12 | Alfreð Gíslason       | THW Kiel               |
| 2012/13 | Kai Wandschneider     | HSG Wetzlar            |
| 2013/14 | Guðmundur Guðmundsson | Rhein-Neckar Löwen     |
| 2014/15 | Alfreð Gíslason       | THW Kiel               |
| 2015/16 | Christian Prokop      | SC DHfK Leipzig        |
| 2016/17 | Kai Wandschneider     | HSG Wetzlar            |
| 2017/18 | Nikolaj Jacobsen      | Rhein-Neckar Löwen     |
| 2018/19 | Alfreð Gíslason       | THW Kiel               |
| 2019/20 | nie wybrano           |                        |

### Najlepsza para sędziowska sezonu
| Sezon   | Sędziowie                 |
| ------- | ------------------------- |
| 2001/02 | Frank Lemme/Bernd Ullrich |
| 2002/03 | Frank Lemme/Bernd Ullrich |
| 2003/04 | Frank Lemme/Bernd Ullrich |
| 2004/05 | Frank Lemme/Bernd Ullrich |
| 2005/06 | Frank Lemme/Bernd Ullrich |
| 2006/07 | Frank Lemme/Bernd Ullrich |
| 2007/08 | Frank Lemme/Bernd Ullrich |
| 2008/09 | Reiner Methe/Bernd Methe  |
| 2009/10 | Reiner Methe/Bernd Methe  |
| 2010/11 | Reiner Methe/Bernd Methe  |
| 2011/12 | Lars Geipel/Marcus Helbig |

## Mecze Gwiazd
Od sezonu 2000/2001, po zakończeniu zmagań ligowych, rozgrywany jest mecz gwiazd Bundesligi. Do sezonu 2003/2004 w meczu tym walczyła drużyna gwiazd Północy i Wschodu przeciwko Południa i Zachodu. Od sezonu 2004/2005 gwiazdy Bundesligi walczą z reprezentacją Niemiec. W 2020 roku Mecz Gwiazd został odwołany ze względu na pandemię COVID-19.
| Sezon     | Północ/Wschód | Południe/Zachód | Wynik | MVP                 |
| --------- | ------------- | --------------- | ----- | ------------------- |
| 2000/2001 | Płn./Wsch.    | Płd./Zach.      | 33:31 |                     |
| 2001/2002 | Płn./Wsch.    | Płd./Zach.      | 33:35 | Ólafur Stefánsson   |
| 2002/2003 | Płn./Wsch.    | Płd./Zach.      | 40:38 | Ólafur Stefánsson   |
| 2003/2004 | Płn./Wsch.    | Płd./Zach.      | 44:46 | Christian Schwarzer |
| 2004/2005 | Płn./Wsch.    | Płd./Zach.      | 42:42 | Lars Krogh Jeppesen |

| Sezon     | reprezentacja Niemiec | reprezentacja Gwiazd | Wynik | MVP                     |
| --------- | --------------------- | -------------------- | ----- | ----------------------- |
| 2005/2006 | HBL                   | DHB                  | 37:39 | Henning Fritz           |
| 2005/2006 | HBL                   | DHB                  | 36:37 | Guðjón Valur Sigurðsson |
| 2006/2007 | HBL                   | DHB                  | 36:31 | Nikola Karabatić        |
| 2007/2008 | HBL                   | DHB                  | 43:42 | Nikola Karabatić        |
| 2008/2009 | HBL                   | DHB                  | 38:35 | Thierry Omeyer          |
| 2009/2010 | HBL                   | DHB                  | 32:36 | Filip Jícha             |
| 2010/2011 | HBL                   | DHB                  | 36:39 | Uwe Gensheimer          |
| 2011/2012 | HBL                   | DHB                  | 36:32 | Kim Andersson           |
| 2012/2013 | HBL                   | DHB                  | 35:37 | Kevin Schmidt           |
| 2013/2014 | HBL                   | DHB                  | 31:38 | Finn Lemke              |
| 2014/2015 | DHB                   | HBL                  | 38:35 | Johannes Sellin         |
| 2015/2016 | DHB                   | HBL                  | 36:36 |                         |
| 2016/2017 | DHB                   | HBL                  | 36:40 |                         |
| 2017/2018 | DHB                   | HBL                  | 39:43 |                         |
| 2018/2019 | DHB                   | HBL                  | 39:42 |                         |
| 2019/2020 |                       |                      |       |                         |